# 군위정보고등학교
군위정보고등학교(軍威情報高等學校)는 대구광역시 군위군 의흥면 읍내리에 있었던 공립 고등학교이다.

## 학교 연혁
- 1951년 11월 29일: 의흥중학교 설립인가
- 1951년 12월 31일: 초대 박훈 교장 취임
- 1972년 1월 24일: 의흥상업고등학교 설립 인가(6학급)
- 1972년 3월 29일: 고등학교 개교식 거행
- 1985년 3월 1일: 의흥종합고등학교로 학칙 변경
- 1998년 3월 1일: 의흥경영정보고등학교로 학칙 변경
- 2004년 3월 1일: 군위정보고등학교로 학칙 변경
- 2016년 2월 5일: 고등학교 제42회 졸업(졸업생 고등학교 12명, 누계 고등학교 2,790명)
- 2016년 3월 1일: 황현모 교장 취임 (고등학교 제21대)
- 2017년 3월 1일: 45년만에 폐교[2]

## 설치 학과
- 인터넷정보과

## 참고 자료
- 군위정보고등학교 - 한국교육학술정보원 학교알리미